# Larry Brilliant
Lawrence B. Brilliant (dit Larry Brilliant), né le 5 mai 1944 à Détroit, est un épidémiologiste américain, directeur exécutif de la fondation philanthropique Google.org.

## Biographie

### Jeunesse et enseignement
Larry Brilliant obtient un baccalauréat en sciences (« Bachelor of Science ») à l'université du Michigan en 1965, un doctorat en médecine (M.D.) à l'université de Wayne State de Détroit en 1969, ainsi qu'un Master of Public Health (MPH) à l'Université du Michigan en 1977.
Entre 1977 et 1980, puis de 1981 à 1988, il est « associate professor » au département d'épidémiologie de l'Université du Michigan.

### Actions philanthropiques
En 1972, Brilliant se rend en Inde avec son épouse Girija pour étudier dans un monastère hindouiste auprès du guru Neem Karoli Baba. Il offre ses services à l’Organisation mondiale de la santé et passe une dizaine d'années dans le pays à combattre la variole,. En 1978, il crée une association humanitaire à but non lucratif, la fondation Seva, dont le but est d'éliminer la cécité évitable et qui a permis d'opérer gratuitement de nombreux patients au Népal et en Inde. En 2006, il est recruté pour diriger la fondation Google.org, financée par la firme Google pour soutenir des causes humanitaires.

### Pionnier de l'Internet
En 1985, Brilliant fonde la communauté virtuelle The WELL avec Stewart Brand. Par la suite il est nommé CEO de Network Technologies et de SoftNet Systems.

## Distinctions
En 2005, le Knox College décerne à Larry Brilliant un doctorat honoraire, il est également nommé « héros de la santé publique internationale » (« International Public Health Hero ») par l'université de Californie. En 2006, il reçoit le prix TED (Technology Entertainment Design) de la fondation Sapling.

## Ouvrages
Lawrence B. Brilliant, The Management of Smallpox Eradication in India: A Case Study and Analysis, University of Michigan Press, 1985  (ISBN 0472100599)